# Małe Łąkie
Małe Łąkie (do 18 lipca 1939 Niemieckie Łąkie) (niem. Deutsch Lonk, 1942-1945 Kleinlonk) – wieś w Polsce położona w województwie kujawsko-pomorskim, w powiecie świeckim, w gminie Świekatowo.
| SIMC    | Nazwa     | Rodzaj    |
| ------- | --------- | --------- |
| 1031244 | Piaseczno | część wsi |

W latach 1975–1998 miejscowość administracyjnie należała do województwa bydgoskiego. Według Narodowego Spisu Powszechnego (III 2011 r.) liczyła 169 mieszkańców. Jest siódmą co do wielkości miejscowością gminy Świekatowo.
Na terenie wsi rośnie dąb uznany za pomnik przyrody:
| Nr | Nazwa                       | Nr ew. | Obwód przy powołaniu | Zdjęcie |
| 1. | Dąb szypułkowy posesja nr 8 | 1442   | 330 cm               |         |